# Hans-Joachim Lohre
Hans-Joachim „Ha-Jo“ Lohre PA ist ein   deutscher römisch-katholischer Geistlicher und  Missionar.

## Leben
Lohre stammt aus Hövelhof. Er wurde Mitglied des Ordens der Weißen Väter. Anfang der 1990er-Jahre ging er nach Mali, er hatte das Land zuvor erstmals 1981 besucht.  Lohre unterrichtet am Institut für christlich-islamische Bildung und leitet ein Glaubens- und Begegnungszentrum in Bamako. Zudem ist er nationaler Sekretär der Kommission für interreligiösen Dialog.

## Entführung
Am 20. November 2022 verschwand Lohre auf dem Weg zu einer Messfeier in Kalabankura, einem Stadtteil Bamakos. Sein Auto wurde verlassen vorgefunden, daneben lag eine abgetrennte Kreuz-Halskette. Von verschiedenen Seiten wurde eine Entführung vermutet. Am 26. November 2023, nach einem Jahr Gefangenschaft, wurde Hans-Joachim Lohre freigelassen.